# Hispanie romaine

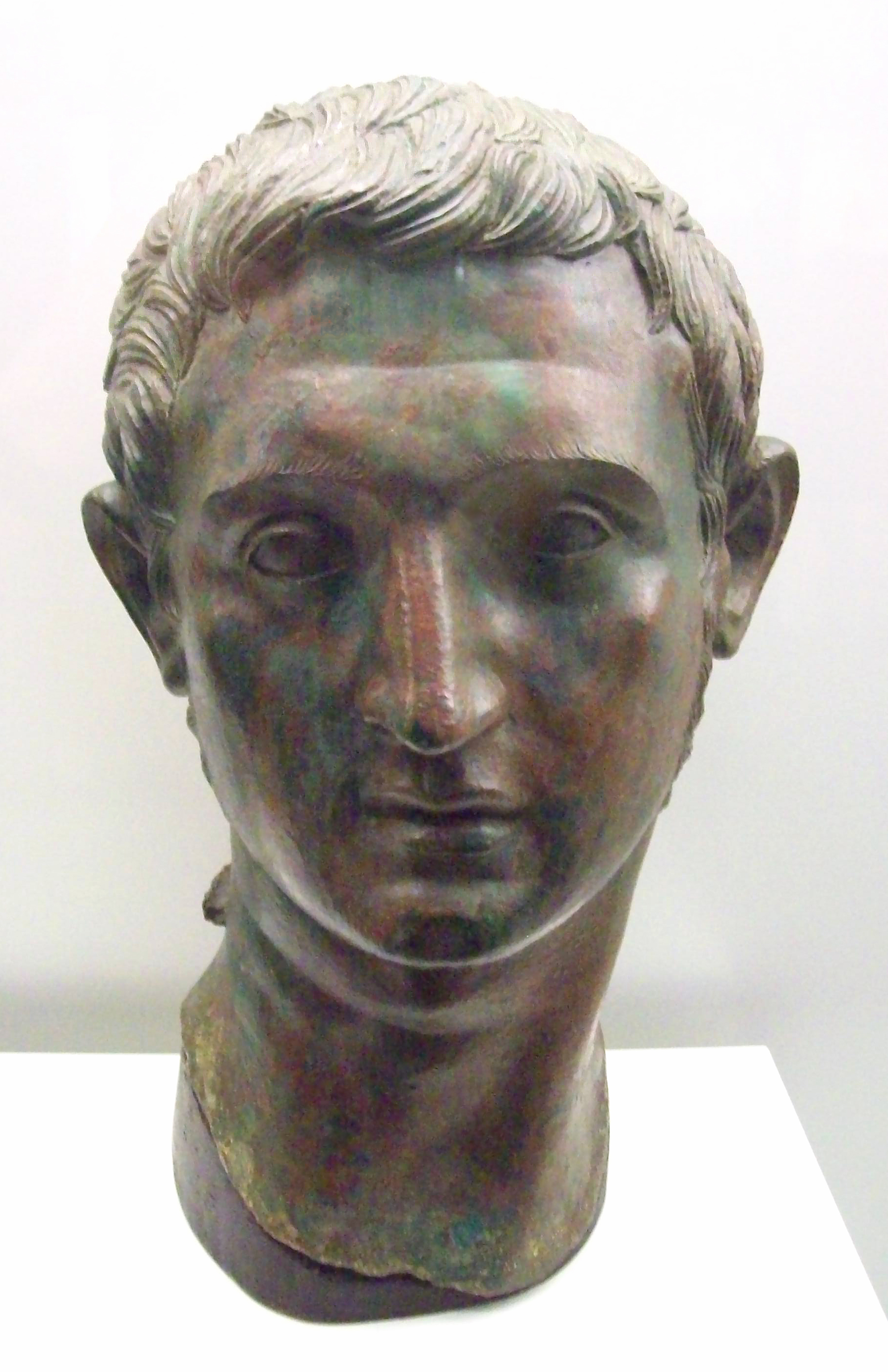
Tête d'une statue antique romaine en bronze, qui fait partie d'un groupe de sculptures. Elle a été trouvée dans un temple romain sur le site archéologique de Cabezo de Alcalá en Azaila (Province de Teruel, Aragon, Espagne). C'est une représentation d'un jeune seigneur local datant du premier tiers du

L'Hispanie romaine désigne tous les territoires contrôlés par la République romaine, puis par l'Empire romain dans la péninsule Ibérique entre 218 av. J.-C. et le début du Ve siècle, après la chute de l'Empire romain d'Occident en 476. L'Hispanie romaine inclut l'actuel territoire espagnol continental avec ce qui est maintenant le Portugal.

## Historiographie et sources

### Antique

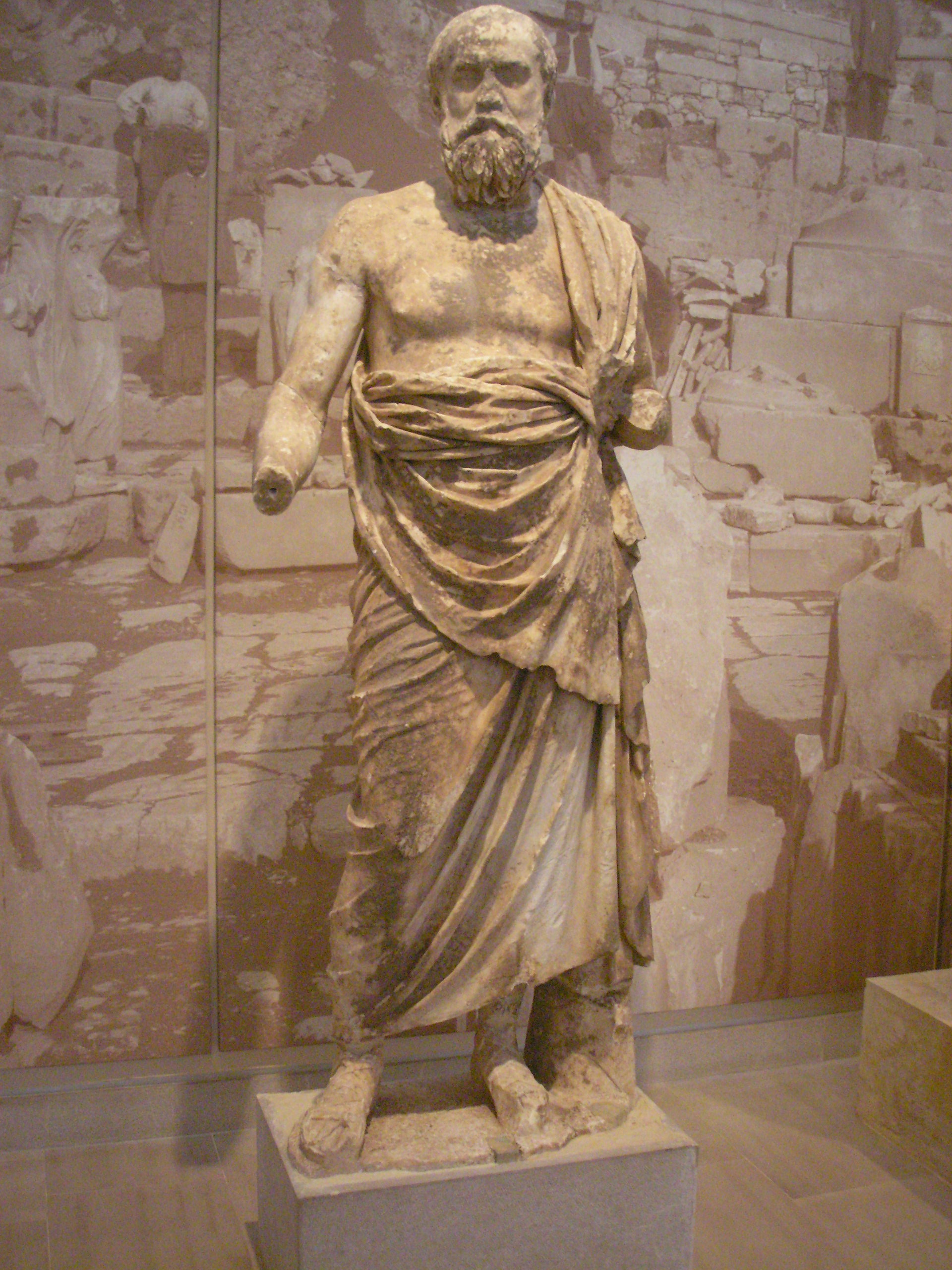
Statue de Plutarque, un des historiens les plus importants pour les informations concernant l'Hispanie romaine qui avec les œuvres d'Appien et de Polybe pour l'étude de l'histoire de l'Espagne pendant sa conquête par l'Empire romain.

La connaissance de l'Hispanie romaine a été rendue possible grâce à l'historiographie d'auteurs anciens comme Polybe — Histoires : livre III, X, XI et XXXV — qui a visité la péninsule à la fin de la guerre de Numance, et a écrit un livre sur la guerre de Numance, compilé par Cicéron. En outre, les sources comprennent Strabon, même s'il n'a pas visité la péninsule Ibérique, ses informations provenant d'autres sources, qu'il a recueilli des données d'autres auteurs qui connaissaient directement l'Hispanie tel que Polybe, Posidonios, Artémidore de Daldis et Asclepiades de Miclea. De la même manière, Tacite, et son œuvre des Annales est une source importante pour les conquêtes de Rome en dehors de son territoire.
D'autres auteurs de moindre mesure qui apportent des informations sur les activités économiques de l'Hispanie sont Claude Élien, Oppien de Syrie et le médecin Galien. De même, Tite-Live — Histoire romaine : livres XXI, XXII, XXIII, XXIV, XXVI, XXVII, XVIII, XXXIV, XXXIX, XL et XCI ; Periochae, paragraphes 55 et 92 ; Appien — Ibérie, paragraphes 16, 24, 25, 27, 43, 45, 46,47, 48, 49, 50, 55, 58, 59, 64, 66-69, 76, 80, 83-92 et 110-112 ; Bellum Civile : livre I, paragraphes 110 et 112 ; Frontin — Stragemata : livres I et II -; Plutarque — Vies parallèles, Tiberius Gracchus et Sertorius ; Jules César — De Bello Civile : livre I, De Bello Alexandrino, paragraphes 49, 59, 64, 57 ; De Bello Hispaniensi ; Salluste — Historiarum Reliquiae : livre II ; Florus — Epitome Gestae Romanae : livres I et II ; Paul Orose — Adversus Paganos, paragraphe 5 ; Dion Cassius — Histoire romaine : livres LIII et LIV . Mais aussi Végèce — Epitome Rei Militari ; Vitruve — De Architectura et Sextus Julius Africanus — Cestes. Pline l'Ancien, Pomponius Mela, Isidore de Charax, Silius Italicus et Diodore de Sicile, selon les auteurs modernes, apportent des informations sur des connaissances de l'Hispanie à l'époque de l'Empire romain. Parmi les autres sources antiques, il convient de noter les inscriptions faites en Hispanie, comme les décrets de Lucius Aemilius Paullus Macedonicus, Lucius Cesius et Lucius Minus au Ier siècle av. J.-C., et de la même manière Judas Maccabée, Manlius Acidinius Teodorus et Flavius Eutropius. Les œuvres les plus utiles pour l'Hispanie d'après une grande partie des experts sont les écrits d'Appien, Plutarque et Polybe.
Certains historiens grecs ont recueilli des informations sur l'Hispanie romaine comme Ératosthène, Artémidore, Apollonios de Tyane et Philostrate. Toutefois, il jette le doute sur ses œuvres, en dépit de sa visite de l'Hispanie, par des mauvaises interprétations possibles des sources romaines comme Pline le Jeune, par rapport à celle de Pline l'Ancien.

### Moderne

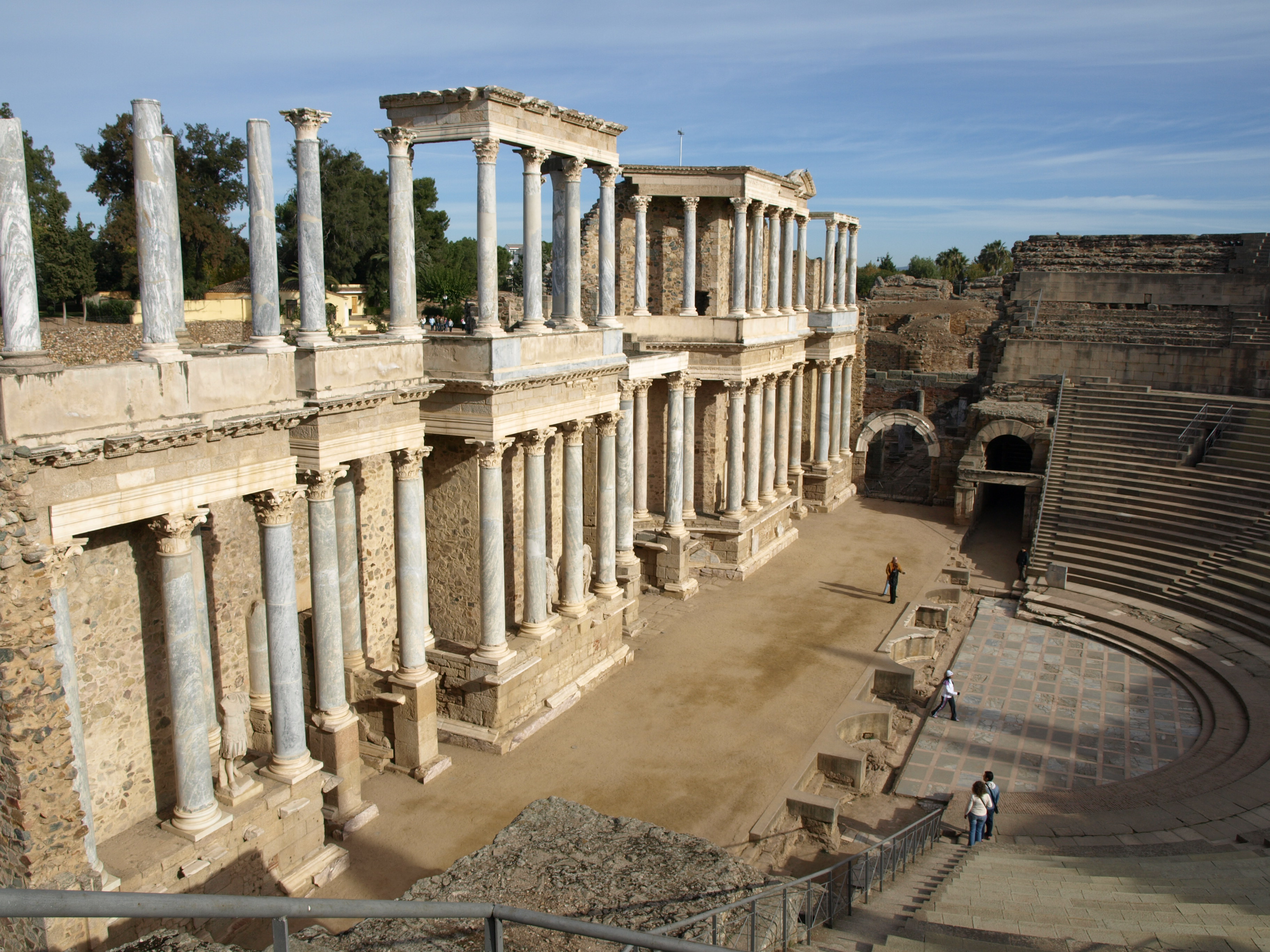
Théâtre romain de Mérida, exemple précis de l'implantation romaine en Espagne.

L'historiographie moderne est fondée sur l'étude des œuvres anciennes et la compilation de celles-ci pour créer un large éventail de références. En particulier, peuvent être soulignés les travaux de José María Blázquez Martínez, Antonio García y Bellido et Marco García Quintela, qui ont publié de nombreux ouvrages sur l'Hispanie romaine sur les thèmes de la conquête, de l'économie, de la société, des camps, des guerres, des ports et sur d'autres sujets. Toutefois, la consultation de données ne se fait pas seulement à travers des livres, mais aussi par des fouilles archéologiques, qui ont permis la découverte de certains bâtiments à Saragosse, Cordoue, Cadix et le long du Guadalquivir. D'autres sites qui datent aussi de cette époque se situent en Galice et à Pollentia (aujourd'hui Alcúdia), où furent retrouvées des statues et des camées en l'honneur des empereurs ou des généraux romaines et hispaniques,,.
L'histoire de la conquête romaine de l'Hispanie est complexe et l'historiographie de l'Hispanie romaine a été la comparaison entre la colonisation antique et colonisation moderne. Pour de nombreux experts, l'Hispanie est le centre de l'économie romaine et la puissance de cette civilisation au cours de la République et de l'Empire. En outre, les textes sur les peuples pré-romains en Hispanie abondent, mais leur étude est extrêmement complexe.

## Ibérie et Hispanie
Trogue Pompée situe l'Hispanie à l'extrémité occidentale de l'Europe, et il explique l'origine du nom. Tout d'abord, elle se nomme Ibérie - seulement pour la région de Huelva - la région prend ce nom de la rivière Iber ou Iberus, qui serait aujourd'hui le Tinto ou l'Odiel, selon Avienus qui a fait en 400 une visite de Cadix, ce qui lui a permis d'écrire un poème décrivant l'Ibérie. Ce poème reste la plus antique description des côtes et des villes des régions occidentales de l'Empire romain. Le nom Iberia se répandit ensuite dans toute la péninsule, comme le souligne Strabon.
Au fil du temps, les auteurs grecs appelèrent Ibérie toute la péninsule Ibérique qui est délimitée au nord par les Pyrénées. Pour le moment, nous avons expliqué le nom d'Ibérie dans le contexte de la colonisation et l'expansion grecque dans la Méditerranée. Les Grecs, qui connaissait déjà bien la terre de la colonie grecque d'Ibérie dans le Caucase, donnèrent à la péninsule qui se situe l'extrémité ouest de la Méditerranée, le même nom à cause des caractéristiques similaires du terrain, ainsi que des richesses communes.
L'étymologie du nom « Hispanie » proposé par Trogue Pompée est totalement fausse : selon lui, le nom viendrait d'un roi nommé « Hispalo », mais il n'a jamais existé.
Au moins depuis le début de l'époque moderne jusqu'en 1927, la théorie défendue est celle que le mot Hispanie est une déformation d'Hispalis, mot d'origine ibérique qui signifierait la ville de l'Occident ; et Hispalis étant la principale ville de la péninsule, les Phéniciens, plus tard les Romains ont donné le nom de la cité à l'ensemble du territoire.
Les écrivains latins utilisaient le nom d'Hispanie à la place de celui d'Ibérie. L'écrivain latin Ennius qui a vécu entre 239 et 169 av. J.-C., est le premier à appeler l'Ibérie par Hispanie dans son Histoire romaine. Au cours du Ier siècle av. J.-C., les écrivains latins se référèrent à la péninsule Ibérique, comme Hispanie ou Ibérie. Le géographe Strabon, dont le troisième livre de sa Géographie est le document le plus important sur l'ethnologie des peuples de l'Hispanie antique, affirme expressément qu'il utilisait indistinctement dans son temps (le Ier siècle av. J.-C.), les noms d'Ibérie et d'Hispanie. Cet auteur a l'idée que toute la terre située au sud des montagnes des Pyrénées forme une unité et qu'elle se situe entre la Gaule et l'Afrique, et séparé par la mer Méditerranée. Par extension, selon Trogue Pompée, son étendue est moindre que celle de la Gaule et celle de l'Afrique.
Toutefois, plus tôt dans le deuxième livre, Strabon fait référence aux Ibères caucasiens. Il fut un grand voyageur qui, en mettant la paix romaine en profita pour parcourir presque toutes terres de l'écoumène, depuis l'Arménie en orient, jusqu'à la Sardaigne en occident, et depuis la mer Noire au nord jusqu'aux limites de l'Éthiopie au sud.
Il parcourut même le Nil jusqu'à Assouan dans une expédition dirigée par Elius Galus, un préfet romain de l'Égypte.
Polybe est un historien grec du IIe siècle av. J.-C. qui a vécu un certain temps dans la péninsule. Il a été le premier historien grec qui traita le phénomène romain, influencé par Timée de Tauroménion, avec profondeur. Il est né en 200 av. J.-C. à Mégalopolis. Peu de temps après la conquête romaine, il est déporté à Rome avec d'autres notables de la ville. Durant son séjour, il se lie une amitié avec les Scipions, et va suivre Scipion Emilien dans ses conquêtes. En ce qui concerne son travail historiographique, il écrit une Histoire romaine de quarante livres dont seulement les livres I à V et XX à XXXV sont conservés presque complètement, pour les autres nous ne possédons que des fragments. Son œuvre fait l'histoire du progrès romain depuis la première guerre punique jusqu'en 146 av. J.-C., après la destruction de Corinthe et de Carthage. Polybe dit textuellement :

« On nomme Ibérie la partie qui tombe sur Notre Mer (la Méditerranée), à partir des colonnes d'Héraklès. Plus la partie qui tombe vers la Grande Mer ou mer Extérieure (l'Atlantique), qui n'a pas de nom commun à tous, car elle a été récemment reconnue. »

Appien d'Alexandrie (IIe siècle) dans son Histoire romaine, écrit :

« La taille de l'Ibérie, appelée maintenant Hispanie au lieu d'Ibérie par certains, est grande et incroyable pour la longueur d'un seul pays, dont l'étendue est de dix mille stades et sa longueur est égale à sa largeur. »

## Histoire

### Antécédents

#### Peuples pré-romains

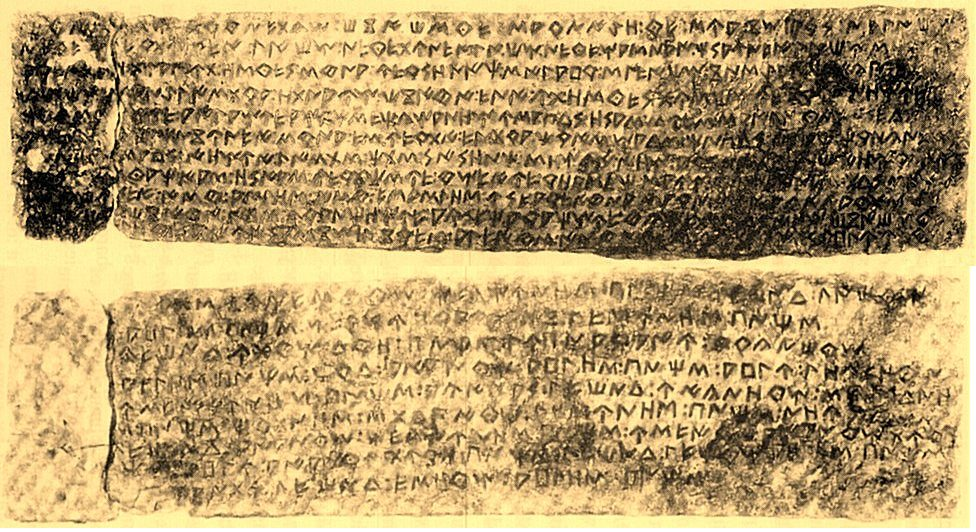
Plaques de Botorrita trouvées dans l'ancienne Contrebia Belaisca, à Cabezo de las Minas, près de l'actuel Botorrita, à proximité de Saragosse. Elles datent du et possèdent une écriture de langues paléo-hispaniques (langue celtibère).

Avant que le territoire passe sous l'influence romaine, il subit plusieurs changements culturels. Les premiers changements concernent les Tartessos, les Ibères et les Celtes, qui ont influencé et ont légué de nombreuses religions et coutumes aux indigènes de l'Hispanie avant qu'elle ne soit colonisée.
Des sources indiquent que les premiers peuples à occuper la péninsule Ibérique avant l'arrivée des Romains étaient les Tartessos. Cette civilisation s'est développée dans le sud-ouest de la péninsule, à peu près vers 500 av. J.-C.; ils sont décrits dans quelques textes bibliques et grecs comme une civilisation très riche. Les Tartessos possédaient un excellent commerce qui les a amenés à créer une aristocratie et son économie était basé principalement sur l'agriculture et l'activité minière. De cette riche aristocratie, il est possible de déduire que la société tartésienne était très hiérarchisée. Cependant, au milieu du premier millénaire, la civilisation est entrée dans une décadence et disparut. Les Tartessos, d'un autre côté, n'ont jamais occupé toute la péninsule. Dans la zone méditerranéenne et méridionale, ils ont des liens avec d'autres peuples, comme les Indigetes et les Turdétans qui partageaient certaines caractéristiques avec les Tartessos. De la même manière, les peuples « celtibères » étaient présents, comme les Ilergetes, Carpétans et les lusitaniens, qui ont occupé la zone centre et ouest. L'économie des deux zones était l'élevage et l'agriculture.
Les Celtes ont probablement aussi participé au développement de la culture ce qui plus tard sera connu comme l'Hispanie romaine à travers l'influence de ses propres institutions. Celles-ci, après des siècles de romanisation, ont survécu des éléments de l'époque pré-romaine à travers la religion et dans d'autres éléments qui sont restés en vigueur durant toute l'existence de l'Hispanie romaine. Certaines traditions indo-européennes ont influencé les indigènes de la péninsule comme pour Sertorius et sa vénération comme un dieu, ainsi que dans des éléments comme la création du pacte de clientèle.

#### Des colonisateurs de la Méditerranée

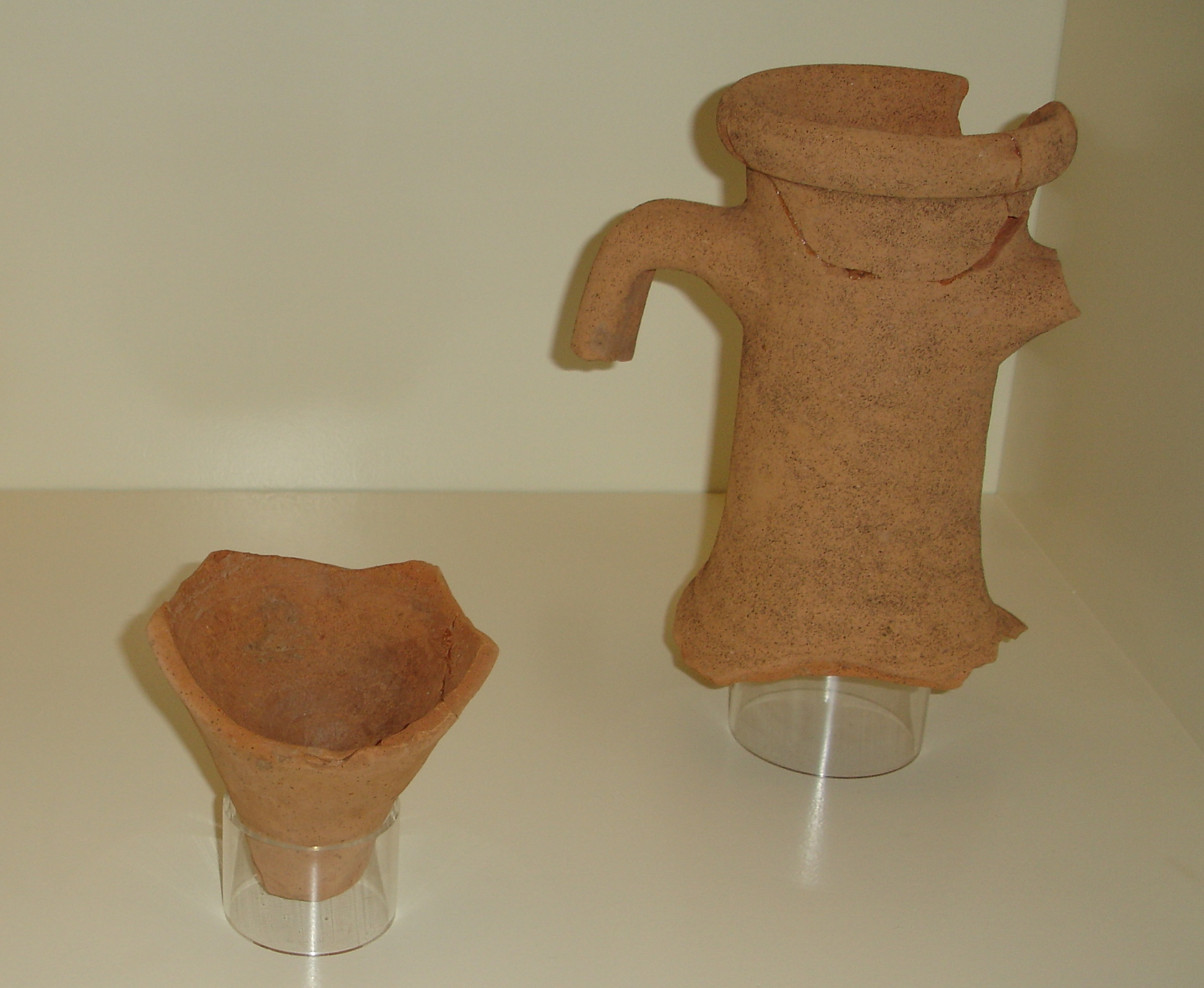
Détail des restes d'une amphore trouvée sur le site de Julióbriga, appartenant au fond archéologique du centre d'interprétation de Julióbriga.

En même temps que la fondation du royaume des Tartessos, les premiers colonisateurs sont arrivés depuis la Méditerranée : les Phéniciens, les Grecs et les Carthaginois d'origine phénicienne, dans le seul but d'exploiter la terre, de développer le commerce et l'expansion du pays à la fois politiquement et économiquement.
Avant la première guerre punique, entre le VIIIe siècle av. J.-C. et le VIIe siècle av. J.-C., les Phéniciens (et par la suite les Carthaginois) ont marqué leurs présences dans la partie sud de la péninsule Ibérique et sur la côte est de l'Hispanie, au sud de l'Èbre. Ils se sont installés le long des côtes, en mettant en place un grand nombre d'installations commerciales qui permettaient de distribuer par la mer Méditerranée les minerais et autres ressources de l'Ibérie pré-romaine. Ces installations consistaient au stockage et à l'embarquement non seulement à l'exportation, mais aussi l'introduction dans la péninsule de produits élaborés dans la Méditerranée orientale ce qui a eu pour effet secondaire de la part de cultures autochtones péninsulaires l'adoption de certains traits orientaux.
Par la suite, autour du VIIe siècle av. J.-C., les Grecs ont établi leurs premières colonies sur la côte nord de la Méditerranée péninsulaire à partir de Massalia (Marseille), en fondant des cités comme Emporion (Ampurias) ou Rhode (Roses). Dans le même temps, ils se disséminèrent sur tout le littoral dans divers centres de commerce, bien que ceux-ci n'aient pas pour but la colonisation. Une partie du poids commercial grec, cependant, a été réalisé par les Phéniciens, qui faisaient du commerce entre la péninsule et la Grèce (et entre la Grèce et la péninsule Ibérique), réalisant ainsi un essor commercial important en Hispanie.
D'un autre côté, Carthage, devenait une puissance commerciale de la Méditerranée occidentale, agrandissant ses intérêts jusqu'à l'île de Sicile et au sud de l'Italie ce qui a semblé très ennuyeux pour la puissance de Rome qui était naissante. Finalement, ce conflit d'intérêts économiques - et non territoriaux, puisque Carthage ne s'était pas montré comme une puissance envahissante - déboucha sur les fameuses guerres puniques.

### Lutte entre Carthage et Rome

#### L'emprise cathaginoise

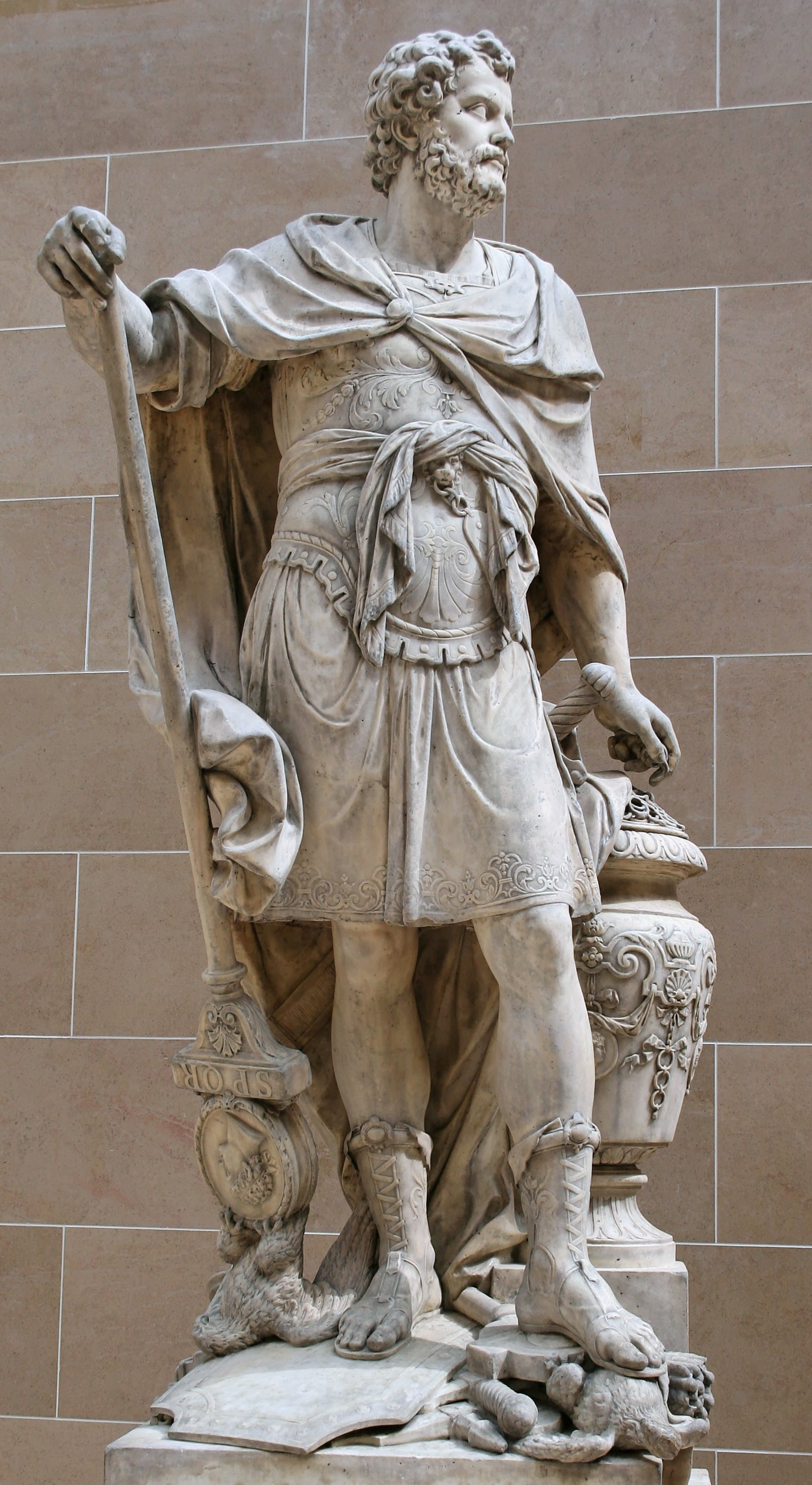
Hannibal Barca, général et stratège carthaginois qui combattit lors de la deuxième guerre punique.

Rome avait également des revendications de souveraineté sur la Méditerranée et sur ses alentours, ce qui déclencha un conflit connu sous le nom des guerres puniques.
Bien que l'Hispanie romaine ait été fondée après la deuxième guerre punique, il convient d'ajouter que les Romains sont arrivés en Hispanie non pas pour vaincre les différents peuples y habitant, mais dans le seul but de chasser les Carthaginois,. Avant cette guerre, une trêve avait été faite entre Rome et Carthage, dans laquelle les deux empires se répartissaient équitablement le territoire hispanique ; l'influence de Rome se limiterait au nord de l'Èbre, alors que celle de Carthage serait limitée au sud de ce fleuve. Cependant, peu de temps après que ce traité eut été signé, les hostilités ont repris, changeant ainsi l'Hispanie en l'un des théâtres principaux de la deuxième guerre punique.
En principe, Carthage était la puissance principale dans la recherche du contrôle de la péninsule Ibérique. Antérieurement, entre les VIe et IIIe siècles av. J.-C., Carthage avait poursuivi ses intérêts économiques dans la région en employant un caractère colonial; par la suite, dès le IIIe siècle av. J.-C., ce fut dans un caractère de conquête territorial. À cette époque, Carthage, la capitale punique, se trouvait sous l'hégémonie de la famille Barca.
En 509 av. J.-C., après une guerre avec les Grecs, les Carthaginois signèrent un traité avec la République romaine, dans lequel la domination sur la mer Méditerranée leur était garanti. Malgré cela, Rome et Carthage se trouvaient dans une expansion, qui pour les deux partis les amèneraient à se convertir en ennemies.
Le conflit entre Rome et Carthage s'est déroulé en trois étapes et reçut le nom de guerres puniques. Pendant la première guerre punique (264-240 av. J.-C.), Carthage, qui se situe aujourd'hui au nord de Tunis, en Afrique, était la puissance dominante dans l'occidental méditerranéen. Cependant, Carthage sortit finalement battue du conflit, ayant à céder la Sicile aux Romains et devant supporter de dures conditions financières imposées par le traité de paix. Pour aggraver la situation, les oligarques, qui dominaient le sénat carthaginois, refusèrent de payer les troupes mercenaires qui étaient revenues de la Sicile, et qui campaient autour de la cité. Cette nouvelle maladresse coûta non seulement le siège de Carthage mais également celui d'enclaves puniques, comme Utique, seul une campagne magnifique d'Hamilcar Barca réussit à repousser les mercenaires rebelles et les Libyphéniciens qui s'étaient joints à la révolte.

La zone d'influence de Carthage et ses principales batailles en Ibérie entre 237 et 206 av. J.-C..

À la fin de la première guerre punique, Carthage n'avait pas de fonds suffisants. Hannon le Grand essaya de convaincre les armées qu'elles seraient démobilisées pour qu'elles acceptent un moindre paiement en compromis, mais cette proposition fut le début de la guerre des Mercenaires. C'est seulement après un grand effort et avec des efforts combinés d'Hamilcar Barca, d'Hannon le Grand, et d'autres leaders carthaginois que la révolte fut maîtrisée et que les mercenaires et insurgés furent tués.
Pendant ce temps, Rome profite de l'occasion d'enlever à Carthage les îles de la Corse et de la Sardaigne que des mercenaires rebelles lui livrèrent. Les Carthaginois protestèrent à la suite de cette action, qu'il supposait être une violation du traité de paix récemment conclu. Rome menace Carthage d'une déclaration de guerre sauf si cette dernière s'engage à livrer non seulement la Sardaigne, mais aussi la Corse. Les Puniques, impuissants, cédèrent, et livrèrent les deux îles aux Romains en 238 av. J.-C., qui devinrent ainsi des possessions romaines.
Ce type de démonstration de mépris et de supériorité de puissance servit à maintenir vivante la flamme de la haine des puniques envers Rome, dont l'exemple le plus marquant est celui de la famille Barca. C'est cette haine qui déboucha des années plus tard sur la deuxième guerre punique. D'un autre côté, la conséquence politique la plus importante de la première guerre punique fut la chute de la puissance navale carthaginoise. Les conditions du traité de paix essayaient de compromettre au maximum la situation économique carthaginoise comme pour éviter un possible renouveau économique de la cité. Cependant, la grande indemnité que devait payer les Carthaginois força en quelque sorte Carthage à s'étendre dans d'autres aires d'influence, dans lesquelles elle pourrait obtenir l'argent qu'il devait payer à Rome.
En ce qui concerne Rome, la fin de la première guerre punique marqua le commencement de l'expansion romaine au-delà de la péninsule Italique. La Sicile devint la première province romaine, gouvernée par un préteur. L'île devint un territoire stratégique pour Rome comme source d'approvisionnement en blé pour Rome. De plus, Syracuse se maintint comme un allié indépendant mais loyal durant toute la vie de Hiéron II. La cité ne fut pas incorporée à la province romaine de Sicile avant qu'elle ne soit conquise et pillée par Marcus Claudius Marcellus, durant la deuxième guerre punique.
Carthage a besoin d'une solution pour améliorer son économie affaiblie, après le coup dur reçu avec la perte de la Sicile et de la Sardaigne, et le paiement de dures indemnités de guerre à Rome. La solution apportée par Hamilcar Barca et ses partisans est d'organiser une expédition militaire pour s'emparer les richesses de la Péninsule Ibérique. Les peuples de la zone méridionale de l'Hispanie sont soumis par Hamilcar Barca,. Après sa mort, son gendre Hasdrubal le Beau prend le commandement, et suit la politique expansionniste de beau-père en concluant des alliances avec les tribus de l'est de la Péninsule. Il fonde Carthago Nova (aujourd'hui Carthagène) et situe la frontière avec la colonie grecque de Massilia (aujourd'hui Marseille) sur la rivière Èbre. Il fut assassiné en 221 av. J.-C., après quoi Hannibal Barca prend le commandement de l'armée carthaginoise en Hispanie.

#### La deuxième guerre punique
Hannibal, gouverneur d'Hispanie au nom de Carthage, mène une politique d'expansion qui le met bientôt en conflit avec Rome quand celle-ci conclut une alliance avec la ville de Sagonte. Le siège de cette ville par les Carthaginois, en 219, sans que Rome puisse la secourir, marque le début des hostilités. Hannibal marche sur l'Italie avec une armée recrutée principalement en Hispanie, bientôt rejointe par des alliés gaulois. Il remporte une série de victoires, mais sans pouvoir porter le coup décisif, faute de soutien de sa métropole. À partir de 212, les Romains entreprennent une série d'expéditions en Hispanie où Scipion l'Africain s'empare de Carthagène en 209. Les frères d'Hannibal, Hasdrubal Barca, puis Magon, lèvent des armées de secours en Hispanie pour rejoindre Hannibal, mais ils sont battus l'un après l'autre. La guerre dans la Péninsule est encore indécise quand le désastre de l'armée carthaginoise en terre africaine, à la bataille de Zama (202), oblige Carthage à renoncer à toutes ses possessions d'outre-mer.

### La conquête romaine
La lutte pour le contrôle total de la péninsule Ibérique dure près de deux cents ans, marquée par des révoltes comme celle de Viriate entre 150 et 139 av. J.-C. , jusqu'à ce que, en 19 av. J.-C., les Romains réussissent à battre les derniers peuples indépendants du territoire : les Cantabres et les Astures.
Malgré la résistance acharnée des habitants, le pays attire les Romains par ses grandes richesses minérales : or, argent, cuivre et fer. L'occupation du pays se fait en trois étapes : entre 218 av. J.-C. et 172 av. J.-C., par le littoral méditerranéen et l'Andalousie; entre 194 av. J.-C. et 172 av. J.-C., par le bassin de l'Èbre; à partir de 123 av. J.-C. par les îles Baléares et le reste du territoire. Le Marianus Mons, en Bétique, est réputé pour ses mines d'or.
Vers la fin de la République, l'Hispanie prend une large part aux guerres civiles romaines : Quintus Sertorius, un des chefs des populares, fonde un gouvernement quasi indépendant avec son propre Sénat entre 83 et 72 av. J.-C. Pompée, vainqueur de Sertorius, fait gouverner l'Hispanie par ses légats, mais ils sont battus par Jules César lors de la campagne de Lerida en 49 av. J.-C..

### La paix romaine
L'époque julio-claudienne en Hispanie romaine est caractérisée par une floraison culturelle importante, car c'est à cette époque que la littérature latine connaît son plus grand essor et que des écrivains d'origine hispanique se font remarquer comme Martial, Quintilien, Sénèque, Lucain, ainsi que l'agronome Columelle. Sous les Flaviens, il y a des indices de création d'un grand nombre de municipes et de colonies dès le règne de Vespasien. Son fils Titus suit les mêmes pas que son père après avoir appuyé l'attribution du droit latin aux Hispaniques.Domitien, arrivé au pouvoir en 81, reçoit les mêmes honneurs en Hispanie que son frère et son père. Il n'existe pas des données sur l'Hispanie durant le règne de Nerva ; mais son successeur Trajan est le premier empereur né en Hispanie, dans la colonie d'Italica de même que son successeur Hadrien. Celui-ci engage des réformes dans tout l'Empire romain et en particulier dans son pays natal, l'Hispanie. Il n'existe aucune donnée sur Antonin le Pieux et son travail réalisé en Hispanie. En revanche, Marc Aurèle et son successeur Commode sont reconnus pour le renforcement du système économique et politique de l'Hispanie.
Tarragone (Colonia Iulia Urbs Triumphalis Tarraco) est la plus ancienne colonie romaine en Hispanie avec Hispalis (Séville) instaurée par Jules César en 45 av. J.-C. Mérida est fondée par Auguste en 25 av. J.-C. pour les vétérans des guerres cantabriques. L'actuelle ville de León doit son nom (Legionis) à la legio VII Gemina, levée en 68 par Galba, gouverneur de Tarraconaise, et qui s'établit sur ce site en 74.
Le latin s'impose comme la seule langue écrite de la péninsule et sans doute comme la principale langue orale : la langue celtibère disparaît de l'usage écrit au IIe siècle av. J.-C., l'ibère au Ier siècle. Le basque reste parlé dans le nord.
La prospérité de l'Hispanie romaine décline au IIIe siècle. Durant cette période, l'empereur Caracalla accorde aux habitants l'ius Romanorum, la citoyenneté romaine de plein droit.

### Un déclin relatif

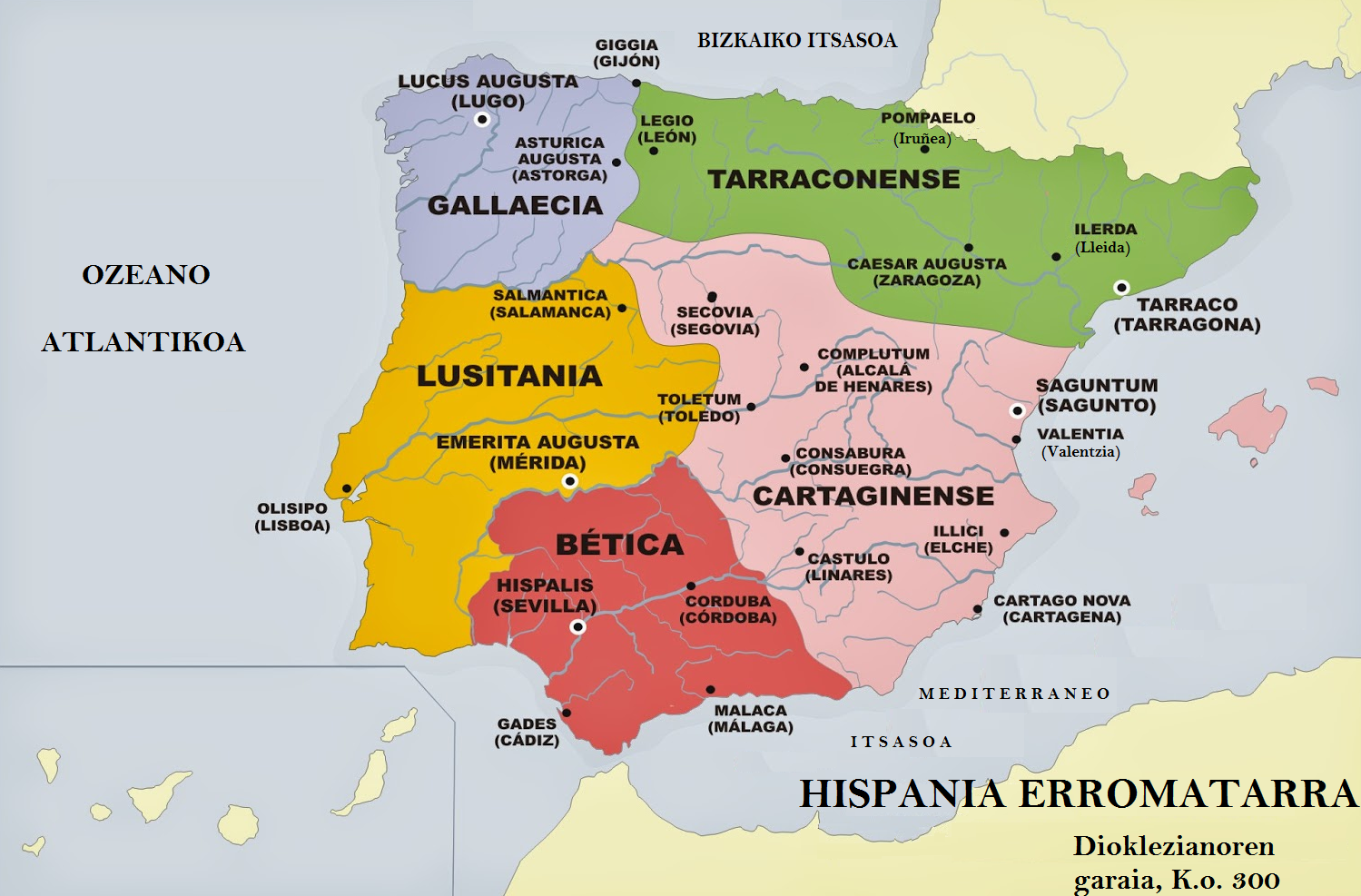
Hispanie romaine vers 300

Les causes principales de la crise du troisième siècle en Hispanie ont été les invasions germaines dans la péninsule Ibérique, ainsi que l'attaque des Francs. Quelques villes comme Barcelone et Gérone sont touchées par les invasions de manière très profonde, cependant, l'Hispanie continue d'exporter des produits alimentaires et des matières premières.
Durant ces périodes des processus de romanisation, ont été initiés, ce qui laisse supposer un changement graduel dans la langue - où elles ont toutes été remplacées par le latin (seules certaines langues locales ont réussi à survivre comme le basque), les coutumes, la religion (en recevant dans un premier moment le culte impérial et après, à partir du IVe siècle, le Christianisme), l'urbanisme, le commerce et l'administration.
Les historiens de l'Antiquité tardive ont fait référence au Bas-empire d'Hispanie comme une période de décadence et, de la même manière, comme l'un des moments finaux de l'Hispanie avant la conquête wisigothe et la chute de l'Empire romain,,. Cette étape fut marquée par le règne de Dioclétien qui a initié la plus grande persécution contre les chrétiens.
Au Ve siècle, les invasions des Vandales, Alains, Suèves et Wisigoths entraînent un éclatement du pouvoir sans mettre fin à la civilisation romaine en Hispanie.